# Jianxing
Pour les articles homonymes, voir Jian (homonymie).
Jianxing, ou Jian, est un astérisme de l'astronomie chinoise. Il est décrit dans le traité astronomique du Shi Shi, qui liste les astérismes les plus brillants de l'astronomie chinoise. Il se compose de six étoiles, toutes situées dans la constellation occidentale du Sagittaire.

## Composition
Jianxing se compose de six étoiles à peu près alignées formant un léger arc de cercle. Quatre d'entre elles sont relativement brillantes et relativement aisées à identifier à partir des documents chinois. Jianxing est vraisemblablement composée de (d'est en ouest) :
- υ Sagittarii (magnitude apparente 4,5)
- ρ¹ Sagittarii (3,9)
- 43 Sagittarii (4,9)
- π Sagittarii (2,9)
- ο Sagittarii (3,8)
- ξ2 Sagittarii (3,5)

## Localisation et symbolique
Jianxing représente une ville surmontée, selon les sources, d'une oriflamme, ou d'un drapeau. Il est situé au voisinage de la Voie lactée, au sud d'un vaste ensemble appelé Tianshi, représentant un marché céleste, mais sans rapport avec celui-ci. Plus au sud sont situées deux loges lunaires, Niu au sud est et Nandou au sud ouest.

## Astérismes associés
Jianxing ne fait pas partie d'un complexe étendu tel les palais célestes Tianshi, et il n'y a pas d'astérismes qui lui sont directement associés. Un ensemble d'astérismes liés à la campagne et à l'agriculture est par contre situé à plusieurs degrés au sud est de Jianxing, ensemble comptant Tiantian, des champs célestes, Jiukan, un système d'irrigation, Gou un chien qui garde la ferme, et Gouguo le territoire qui lui est réservé.

## Référence
- (en) Sun Xiaochun et Jakob Kistemaker, The Chinese sky during the Han, New York, Éditions Brill, 1997, 247 p. (ISBN 9004107371), page 150.